# Laktanyacsata
A laktanyacsata (horvátul: Bitka za vojarne) a horvátországi háború kezdeti összecsapásainak sorozata volt 1991 közepén-végén a Horvát Nemzeti Gárda (ZNG, később Horvát Hadsereg) és a horvát rendőrség, valamint a Jugoszláv Néphadsereg (JNA) között. A csaták számos horvátországi JNA objektum körül zajlottak, kezdve azzal, hogy a horvát erők blokád alá vették a JNA laktanyáit, a fegyverraktárakat és egyéb létesítményeket. Az akciósorozat hivatalosan szeptember 14-én kezdődött; célja pedig az volt, hogy a ZNG által birtokolt területen semlegesítse a JNA állásait, valamint biztosítsa a fegyver- és lőszerellátást a rosszul felszerelt ZNG számára.
A laktanyacsata a horvát hatóságok és az 1990 augusztusában nyíltan fellázadt horvátországi szerbek közötti konfliktus, valamint a JNA jugoszláv föderáció megőrzésére irányuló erőfeszítéseinek eszkalációja volt. Ezzel egy időben Horvátország lépéseket tett a Jugoszláviától való függetlenség kivívása felé. A laktanyacsata röviddel megelőzta a JNA horvátországi hadjáratának kezdetét, melynek időpontját és hadműveleti terveit szeptember elején annak érdekében módosították, hogy tehermentesítsék a blokád alatt álló laktanyákat. A JNA előretörését azonban nagyrészt megfékezte a ZNG, amely elfoglalt néhány JNA létesítményt.
A ZNG és a rendőrség elfoglalt több kisebb, elszigetelt JNA állást, valamint számos nagy fegyverraktárt és laktanyát – köztük a JNA 32. (Varasdi) hadtestének összes objektumát. A lépéssel a horvát erők jelentős fegyverkészletet biztosítottak – köztük 250 harckocsit, több száz tüzérségi eszközt, valamint nagy mennyiségű kézi lőfegyvert és lőszert –, amely a horvát függetlenségi háború korai szakaszában döntő fontosságúnak bizonyult a JNA előretörései elleni védekezésben. A JNA egyes létesítményei harc nélkül adták meg magukat, míg mások fegyveres ellenállást tanúsítottak a hatalomátvétellel szemben. Ez helyenként polgári áldozatokat is okozott, mert a laktanyák városi területeken helyezkedtek el. Horvátországban később vádat emeltek az elfogott JNA katonák bántalmazása vagy megölése, valamint polgári lakosság elleni háborús bűnök miatt, de a vádlottak többsége szabadlábon maradt.
Novemberben a JNA és Horvátország több megállapodást kötött a blokád felszámolásáról és a JNA kivonásáról Horvátországból. A kivonás, kivéve a Dubrovnik környéki területeket, valamint Vis és Lastovo szigetét 1992. január 4-re fejeződött be. A JNA 1992 nyaráig tartotta fenn ottani jelenlétét. Mivel a JNA kivonult az általa ellenőrzött horvátországi területekről, helyébe a Vance-tervben elfogadott ENSZ-békefenntartók léptek.

## Előzmények
1990-ben, a horvát szocialisták választási vereségét követően az etnikai feszültségek tovább fokozódtak. A Jugoszláv Néphadsereg (Jugoslovenska Narodna Armija – JNA) elkobozta Horvátország területvédelmi fegyvereit (Teritorijalna obrana – TO), hogy minimalizálja a lehetséges ellenállást. 1990. augusztus 17-én a fokozódó feszültség a horvátországi szerbek nyílt lázadásává fajult.A lázadás Dalmácia hátországának Knin körüli, túlnyomórészt szerbek lakta területein, valamint a Lika, Kordun, Banovina régiók és Kelet-Horvátország egyes részein zajlott. 1991 januárjában Szerbia Montenegró, valamint a szerbiai Vajdaság és Koszovó tartományok támogatásával kétszer is sikertelenül próbálkozott, hogy megszerezze a jugoszláv elnökség jóváhagyását a JNA bevetéséhez a horvát biztonsági erők leszerelésére.
A szerb felkelők és a horvát különleges rendőrség között márciusban vívott vértelen összecsapás után maga a JNA, Szerbia és szövetségesei támogatásával, kérte a szövetségi elnökséget, hogy adjon neki háborús jogosítványokat és hirdessen ki rendkívüli állapotot. A kérelmet 1991. március 15-én elutasították, és a JNA Slobodan Milošević szerb elnök irányítása alá került 1991 nyarán, amikor a jugoszláv szövetség szétesésnek indult. A hónap végére a konfliktus eszkalálódott, ami a háború első halálos áldozataihoz vezetett. A JNA ezután közbelépett, hogy támogassa a felkelőket, és megakadályozza a horvát rendőrség beavatkozását. Április elején a horvátországi szerb lázadás vezetői bejelentették, hogy az ellenőrzésük alatt álló területeket integrálják Szerbiával. Horvátország kormánya ezt az elszakadás aktusának tekintette.
1991 márciusára a konfliktus Horvátország függetlenségi háborújává fajult, majd 1991 júniusában, Jugoszlávia felbomlásával Horvátország kikiáltotta függetlenségét. A függetlenségi nyilatkozat három hónapos moratóriumot követően október 8-án lépett hatályba. A december 19-én a Krajinai Szerb Köztársaságra (RSK) átkeresztelt SAO Krajina ezután etnikai tisztogató akciókat indított a horvát civil lakosság ellen.
A fokozódó feszültségek szabályozását nehezítette az SAO Krajina növekvő támogatása, amelyet a Jugoszláv Néphadsereg (JNA) nyújtott. A horvát rendőrség képtelen volt megbirkózni a helyzettel, ami 1991 májusában a Horvát Nemzeti Gárda (ZNG) létrehozásához vezetett. Miközben a horvátországi katonai konfliktus tovább eszkalálódott a ZNG katonai erővé fejlesztését megnehezítette az ENSZ szeptemberben bevezetett fegyverembargója. Augusztus 26-án megkezdődött a konfliktus addigi legnagyobb fegyveres összecsapása, a vukovári csata.
1991 elején Horvátországnak nem volt reguláris hadserege, ezért védelmének megerősítése érdekében megduplázta rendőri erői létszámát, mely így 20 000 főre nőtt. A haderő leghatékonyabb részét a tizenkét zászlóaljba szervezett, a katonai egységek szerepét átvevő, 3000 fős különleges rendőrség jelentette. Emellett 16 zászlóaljba és 10 századba területi alapon szervezett 9-10 000 tartalékos rendőr is rendelkezésre állt. A tartalékos erőnek nem volt fegyvere. A helyzet romlására reagálva a horvát kormány a különleges rendőrzászlóaljakat négy, összesen mintegy 8000 fős, a Honvédelmi Minisztérium alárendeltségében álló gárdadandárba összevonva májusban létrehozta a horvát nemzeti gárdát (Zbor narodne garde - ZNG), amelynek élén Martin Špegelj nyugalmazott JNA tábornok állt. Az addigra 40 000 fősre bővült regionális rendőrséget is a ZNG-hez csatolták, és 19 dandárba és 14 önálló zászlóaljba szervezték át. A gárdadandárok voltak a ZNG egyetlen olyan egységei, amelyek kézifegyverekkel teljesen fel voltak fegyverkezve. viszont az egész ZNG-ben hiányoztak a nehézfegyverek, és nem volt parancsnoki és irányító struktúra. A nehézfegyverek hiánya olyan súlyos volt, hogy a ZNG a múzeumokból és filmstúdiókból származó második világháborús fegyvereket próbálta rendszerbe állítani. Akkoriban a horvát fegyverkészlet 30 ezer külföldön vásárolt kézi lőfegyverből és 15 ezer, korábban a rendőrség tulajdonában lévő fegyverből állt. Ekkor a gárdadandárokba vezényelt állomány pótlására egy új, 10 000 fős különleges rendőri egységet hoztak létre.

## A csatához vezető események
A JNA-nak szerb lázadásban betöltött szerepéről alkotott horvát vélemények 1991. januárja és szeptembere között fokozatosan alakultak ki. Franjo Tuđman horvát elnök első terve az volt, hogy az Európai Közösség (EK) és az Egyesült Államok támogatását szerezze meg Horvátországnak; ezért a JNA laktanyák és tároló létesítmények elfoglalására vonatkozó tanácsokat ekkor még elutasította. A JNA létesítményeinek elfoglalását először 1990 végén Martin Špegelj honvédelmi miniszter szorgalmazta; majd 1991 elején és közepén, miközben a JNA 1991 június–júliusában a tíznapos háborúban a szlovén területvédelmi erők ellen harcolt, ismét sürgette Tuđmant, hogy fogadja el a tervet. A júliusban kinevezett új honvédelmi miniszter, Šime Đodan is megismételte Špegelj felhívásait. Špegelj maradt a ZNG parancsnoka.
Tuđman álláspontját az a meggyőződése motiválta, hogy Horvátország nem tud háborút nyerni a JNA ellen. Annak ellenére, hogy a JNA tevékenységét a jelek szerint összehangolták a horvátországi szerb erőkkel, a ZNG tevékenysége csak a védelemre korlátozódott. Ezt a benyomást erősítették meg a JNA által a horvátországi szerb milícia és a ZNG közötti fegyveres konfliktusok után létrehozott ütközőzónák. A konfliktusokba JNA rendre azután avatkozott be, hogy a ZNG területet vesztett, így a JNA érkezése előtt az általuk elfoglalt területek horvátországi szerbek kezében maradtak. A JNA fegyvereket is biztosított a horvátországi szerbeknek, bár a legtöbb fegyvert szerbiai területvédelmi erők és a belügyminisztérium készleteiből biztosították számukra.
1991 júliusában egy parlamenti vita során Špegelj és Đodan követeléseit számos horvát parlamenti képviselő is támogatta. Emiatt Tuđman még abban a hónapban menesztette Đodant, amelyben kinevezte, Špegelj pedig augusztus 3-án lemondott posztjáról. A kelet-horvátországi helyzet romlása, ideértve a ZNG csapatainak a JNA erői által Baranyából történt eltávolítását, az Eszék, Vukovár és Vinkovce környékén kitört harcokat, a növekvő veszteségeket, valamint az egyre erősödő meggyőződést, hogy a JNA aktívan támogatja a szerbek lázadását, Tuđmant végül cselekvésre kényszerítette. Augusztus 22-én ultimátumot intézett a jugoszláv szövetségi hatóságokhoz, melyben követelte, hogy a JNA katonáit a hónap végéig vonják vissza a laktanyába. Az ultimátum kimondta, hogy ha a JNA a felhívásnak nem tesz eleget, Horvátország megszálló hadseregnek tekinti, és megteszi a megfelelő lépéseket. Szeptember 1-jén az EB tűzszünetet és békekonferenciát javasolt, amelyet ultimátuma ellenére Tuđman és a jugoszláv elnökség is elfogadott. A konferencia szeptember 7-én kezdődött, és négy nappal később az elnökség akkori horvát elnöke, Stjepan Mesić utasította a JNA-t, hogy 48 órán belül térjen vissza laktanyákba. A lépést Tuđmannak az a meggyőződése motiválta, hogy miközben a konferencia folyik, a ZNG teret veszít. A parancsot a testület más tagjai vitatták, és ez Horvátországnak okot adott arra, hogy a JNA-val nyíltan is szembeszálljon.

## A csata lefolyása
Franjo Gregurić miniszterelnök javasolta Tuđmannak Špegelj tervének végrehajtását. Anton Tus tábornok szerint Tuđman szeptember 12-én utasította a ZNG-t a JNA laktanyák elfoglalására, de másnap visszavonta a parancsot. Miután azonban Tus könyörgött Tuđmannak, hogy engedélyezze a lépést, azzal érvelve, hogy a ZNG kifut az időből, a parancsot szeptember 14-én ismét kiadták. A laktanyacsata kezdeteként ugyanezen a napon a ZNG és a horvát rendőrség blokád alá vette a laktanyákat, és a JNA összes létesítményében elzárta azokat a közműveket, amelyekhez hozzáfért. A lépés blokád alá vont 33 nagy horvátországi JNA helyőrséget és számos kisebb létesítményt, köztük határállomásokat, fegyver- és lőszerraktárakat. A blokád arra kényszerítette a JNA-t, hogy úgy módosítsa horvátországi akcióit, hogy alkalmazkodjon az új fejleményhez. Nagyrészt a helyi harctéri helyzetekre reagálva, a ZNG már a blokád hivatalos jóváhagyása előtt is megtámadt  számos JNA állást. Az első ilyen incidens válaszul a közeli Kijevo falu elleni szerb támadásra, augusztus 25-én a sinji JNA laktanya elleni sikertelen támadás volt. Szeptember 3-án a ZNG elfoglalt egy laktanyát Sziszekben, szeptember 13-án pedig a város ellenőrzéséért folytatott harcok közepette egy fegyverraktárat Gospić térségében. Májusban az egyik Đuro Đaković gyárban 21 db M-84AB harckocsit foglaltak le. A tankokat Kuvaitba kellett volna szállítani, de a szállítmány egy részét Horvátország tartotta meg magának. Augusztus 21-én Bródban lefoglaltak egy a JNA fegyvereit Szlovéniából Szerbiába szállító vonatot. A ZNG itt szerezte meg első légvédelmi, páncéltörő és tüzérségi eszközeit, miközben aknavetőkészletét is gyarapította. A JNA létesítményeit ostromló ZNG erők főként a helyi lakosságból származtak; a más városokból bevetett erősítés viszonylag kevés volt.

### Szeptember
Szeptember 14-én, azon a napon, amikor a horvát erők parancsot kaptak a JNA létesítményeinek blokádjára, a ZNG és a rendőrség elfoglalta a pločei JNA laktanyát [28], amely egyike a számos gospići laktanya és egy a közeli Perušićban található. Amikor a Gospićtól északra fekvő Otocsánban a ZNG megtámadta a város laktanyáit, az ottani JNA helyőrséget szintén támadás érte. Aznap elfoglalták a Zágráb melletti „Sopnica” JNA depót és a magyar határ közelében fekvő Pitomacsa közelében egy JNA-személyzet által felügyelt álláspontot. Válaszul a vukovári laktanya blokádjára, a JNA erőket küldött az ostromlottak felmentésére. Másnap a Zágrábtól nyugatra fekvő Popovec közelében a ZNG és a horvát  rendőrség elfoglalt egy JNA raktárt, valamint egy másik raktárt is Bród közelében. Ezzel egy időben harcok törtek ki a JNA varasdi létesítményei körül, és elfoglaltak két, Verőcétől északra fekvő JNA határállomást is.
Szeptember 16-án a horvát erők elfoglaltak egy JNA laktanyát és egy másik raktárt Bródban, valamint két laktanyát Ogulinban, miközben harcok törtek ki a JNA állásai körül Oštarijében. A horvát erők elfoglalták a žrnovnicai rakétabázist és a JNA fegyvertároló létesítményeit Daruvár, Otocsán, Kőrös és Verőce mellett. Szeptember 17-én a horvát csapatok elfoglalták a JNA laktanyát Daruvárban, Ogulinban, Csáktornyán, Kőrösön, Verőcén, Pozsegában, két JNA laktanyát Šibenik–Rogoznica térségében és egyet Varasdban. Zágráb (Duboki Jarak) közelében elfoglaltak egy JNA raktárt. Szeptember 18-án három további varasdi laktanya, egy Rogoznica közelében és kettő Diakováron, a JNA összes fennmaradó gospići létesítménye, egy közeli fegyverraktárral, egy Gerzence melletti kommunikációs állomással és több tucat határállomással együtt megadta magát a horvát erőknek.

Szeptember 19-én a ZNG összecsapott a JNA helyőrséggel a károlyvárosi Logorište laktanyában, elfoglalt egy kommunikációs létesítményt a Fiume melletti Platakon, egy további JNA laktanyát és egy fegyverraktárat Varasdon, egyúttal a JNA Varasdi hadtestének mozgását a főhadiszállást adó laktanyára korlátozták. Szeptember 20-ig, a JNA-nak a ZNG ellen indított hadjáratáig Horvátországban több mint 60 JNA létesítmény (köztük 15 laktanya és 11 fegyverraktár) került horvát kézre. A nekcsei JNA laktanya szeptember 21-én adta meg magát. A JNA Varasdi hadteste másnap adta meg magát, ez a siker a ZNG-t hatalmas fegyverarzenállal látta el. A blokád első napjaiban a horvát erők több kisebb JNA objektumot is elfoglaltak Splitben, de a városban egyetlen nagyobb JNA létesítményt sem sikerült birtokba venni.
Szeptember közepén a JNA hét zárai létesítményét, köztük három laktanyát elfoglalták. A legjelentősebb elfoglalt létesítmény a "Turske kuće" laktanya volt, amely nagyszámú kézi lőfegyvert és lőszert tárolt. A jugoszláv légierő másnap azért, hogy megakadályozza a fegyverek eltávolítását az elfoglalt JNA létesítményekből légicsapásokat hajtott végre a laktanya ellen. Szeptember 23-án meghiúsult a ZNG támadása a Gospić és Zára között található sveti roki nagy JNA fegyverraktár ellen A horvát blokád alatt maradt két JNA laktanyát, a vinkovceit és az eszékit a JNA szeptember 26-ig elhagyta. Az eszéki helyőrségnek sikerült kitörnie ostromlott laktanyájából, és a várostól délre és keletre csatlakozott a JNA csapataihoz, míg a vinkovcei laktanya kiürítéséről a horvát hatóságok és a JNA tárgyalt. A tárgyalások azután kezdődtek meg, hogy a JNA 1. gárda gépesített hadosztálya szeptember 25-én elérte Vinkovcét, így a ZNG elfogadta a kiürítést. A JNA Korčula szigetén található egyik létesítménye szeptember 26-án adta át felszereléseit a ZNG-nek.
Szeptember 29-én egy napos csata után Belovárban és környékén a horvát erők elfoglaltak két laktanyát és három fegyverraktárt, míg a negyedik raktárat annak parancsnoka, Milan Tepić JNA őrnagy robbantotta fel. A robbanásban Tepićen kívül az ostromló csapat tizenegy tagja is meghalt. A robbanást onnan 20 kilométerre is hallották, és a közeli falvakban is okozott károkat. Ugyanezen a napon a ZNG és a horvát rendőrség elfoglalt egy fegyverraktárat Kaproncán és egy határállomást Verőce mellett. A JNA 73. gépesített dandárja másnap Kaproncában megadta magát.
Szeptember 14–15-én a horvát erők a jugoszláv haditengerészettől lefoglaltak egy DJČ-612-es partraszállító hajót, miközben az a Vela Luka hajógyárban javítás alatt állt. A hajón még aznap este behajózták a Cetina folyóba. Szeptember 16. és 22. között a horvát erők elfoglalták a šibeniki Kuline laktanyát és az ott állomásozó 15 jugoszláv hadihajót, valamint további 19 hajót, amelyek a „Velimir Škorpik” hajógyárban felújítás alatt álltak. A Jugoszláv Haditengerészet eszközeinek hozzávetőleg egynegyedét kitevő hajók a következők voltak: a Vlado Ćetković (RTOP-402) Končar osztályú gyors támadóhajó (később Šibenik (RTOP-21) néven), a Velimir Škorpik (RČ-310) Osa osztályú rakétavető hajó, a Partizan II (TČ-222) Shershen osztályú torpedóvető és a Biokovo (PČ-171), Cer (PČ-180) és Durmitor (PČ-181) Mirna osztályú járőrhajók. Ugyanebben a hónapban a kraljevicai hajógyárban elfoglaltak egy, az építés utolsó szakaszában lévő hajót is, melyet 1992-ben bocsátottak vízre Kralj Petar Krešimir IV (RTOP-11) rakétavető hajóként. Szeptemberben Šibenik közelében, valamint Šolta, Brač és Korčula szigetén hét partmenti tüzérségi bázist foglaltak el.

### Október
Október 3-án a horvát csapatok elfoglalták a kaproncai „Joža Vlahović” JNA laktanyát, valamint egy kommunikációs állomást és egy határállomást a város közelében. Másnap tárgyalásos megállapodás után elhagyták a sinji JNA laktanyát és a laktanya közeli, taposóakna-tároló létesítményét. Október elején a Zára melletti „Šepurine” laktanyában állomásozó két JNA tüzérezred áttörte a támaszpontja köré vont ostromgyűrűt, és csatlakozott a JNA város elleni támadásához. Október 5-re Zárát teljesen körülvették a JNA csapatai, és a helyzet arra késztette a városi horvát hatóságokat, hogy tűzszünetet kérjenek és tárgyalásokat kezdeményezzenek. A tűzszünetet még aznap megkötötték, majd az október 7–9-én lezajlott tárgyalások eredményeként a JNA feloldotta Zára ostromát, a megmaradt JNA helyőrséget és felszerelését pedig evakuálták a városból. A hét JNA létesítményt érintő evakuálás október 11-én kezdődött, és 15 napig tartott. A megállapodás kikötötte, hogy az evakuált egységek elhagyják a horvát földet. A JNA általában tiszteletben is tartotta a vállalt kötelezettségét, de húsz teherautónyi fegyvert hagyott hátra a Zára körüli térség szerb lakosságára.
Banski dvori október 7-iki bombázása nyomán a horvát hatóságok utasították a ZNG-t, hogy ha a parancsnokok lehetségesnek tartják, támadják meg és foglalják el a zágrábi JNA laktanyát. Az utasítások magában Zágrábban nem eredményeztek támadásokat, de a szamobori JNA laktanyát még a bombázás napján elfoglalták a horvát erők. Horvátország függetlenségének kikiáltása másnap hatályba lépett.
Október 13-án a JNA nagyrészt lerombolta és feladta oštarijei laktanyáit, a JNA fiumei fegyverraktára pedig egy zivatar okozta tűzben sérült meg. Utóbbiból a ZNG, miközben a tűzoltókat hívták az egyes raktárrészek megmentésére, kimentett néhány fegyvert. Másnap a JNA megkezdte a megmaradt fegyverek elszállítását a sérült raktárból a város más részébe. Miközben egy 18 teherautóból álló konvoj haladt át Fiumén, a ZNG 15, fegyvert szállító járművet eltérített és lefoglalt. Ezzel egyidejűleg a JNA zágrábi Borongaj laktanyájának személyi állománya evakuálhatott, cserébe a humanitárius segélyt szállító konvoj szabadon átjutott Vukovárra, ahol a város ellenőrzéséért vívott csata zajlott.

### November
A november 4 és 6 közötti logorištei csatában egy rövid, tevékenység nélküli ostrom után a JNA erői a Károlyváros körzetében található Logorište laktanyában áttörték a horvát blokádot a várostól keletre fekvő, JNA által birtokolt terület felé. A laktanyát ostromló horvát erők nagyobbak voltak, de a JNA páncélos és tüzérségi fölényben volt. Miután a JNA elhagyta, a laktanyában még mindig maradtak fegyverek, amelyeket a horvát csapatok november 13-ig elszállítottak. A ZNG-t november elején nevezték át Horvát Hadsereggé (Hrvatska vojska–HV). Miközben a Logorište laktanya körül zajlottak a harcok, november 4-én a horvátok elfoglalták a károlyvárosi Jamadol laktanyát és fegyverraktárt. Másnap a HV elfoglalta a delnicei JNA laktanyát és mellette számos fegyvertároló létesítményt. A támadásokat a HV-nek szükséges lőszermennyiség biztosítására intézték, mert készleteik kifogyóban voltak.
November 8-án a horvát hatóságok képviseletében Davorin Rudolf és Marijan Čad altábornagy, a 13. (fiumei) hadtest JNA parancsnoka megállapodott abban, hogy a hadtest személyzetét és felszerelését evakuálják Horvátországból. Az Európai Közösség Megfigyelő Missziója (ECMM) által felügyelt és támogatott tárgyalások után létrejött megállapodás később mintául szolgált hasonló megállapodásokhoz Horvátországban. Čad saját kezdeményezésére, a JNA ötödik katonai körzetének támogatásával kötötte meg a megállapodást, miután a JNA vezérkari főnökétől, Blagoje Adžić vezérezredestől parancsot kapott a JNA fiumei létesítményeinek megsemmisítésére, valamint ipari üzemek és az infrastruktúra megtámadására a város környékén. A megállapodást nem befolyásolta a Draga laktanya és az ott tárolt fegyverek november 9-én történt HV-s elfoglalása. A JNA 13. (Fiumei) hadteste november 18-án megkezdte a tengeri evakuálást a montenegrói kikötőkbe.
A tárgyalásokat követően a JNA november 13-án kiürítette jasztrebarszkai laktanyát. A helyőrség az ECMM kíséretével Bosznia-Hercegovinába távozott. Másnap a Drniš melletti Žitnić faluban megállapodás született a JNA Šibenikből való evakuálásáról. A jugoszláv haditengerészet válasza egy Mukos (PČ-176) járőrhajó elvesztésére, mely során november 15-én lőtte Splitet, Šoltát és Bračot, valamint az azt követő dalmáciai csata azonban a jelek szerint kisiklatta a žitnići megállapodást.
Žitnićen november 21-én Davorin Rudolf és a JNA tengerészeti katonai kerületparancsnoka, Nikola Mladenić vezérőrnagy újabb megállapodást írt alá a JNA és a Jugoszláv Haditengerészet Šibenik–Split területről való evakuálásáról, valamint az ott tárolt, a területvédelemtől elkobzott fegyverek átadásáról. Ezt követte egy másik, hasonló tartalmú megállapodás, amelyet két nappal később írt alá Splitben Mladenić és Sveto Letica horvát tengernagy, amely meghatározta, hogy a kivonulást 30 napon belül be kell fejezni. A megállapodás rendelkezett továbbá az észak-dalmáciai tűzszünetről, valamint a jugoszláv haditengerészet horvát tengerparti blokádjának feloldásáról. A megállapodás nem tartalmazta a jugoszláv haditengerészet evakuálását Vis és Lastovo szigetén lévő bázisairól. A folyamat során a feszültség továbbra is fennmaradt, és a JNA készenléti terveket készített arról, hogy áttörjön Kninből Šibenikbe és Splitbe, és enyhítse az ottani erők ostromát. A tervek fedőneve „Operacija Obala-91” és „Orkan-91” hadművelet volt.
A Horvátországra nehezedő nemzetközi nyomás közepette, hogy véget vessenek a zágrábi JNA helyőrség ostromának, a horvát hatóságok és a JNA november 22-én megállapodást írt alá az összes megmaradt JNA erő kivonásáról Horvátországból. A megállapodást Zágrábban írta alá az ECMM megfigyelőinek jelenlétében Imra Agotić HV ezredes és Andrija Rašeta JNA alezredes. A megállapodást másnap Genfben is megerősítették, amikor Tuđman, Milošević és a jugoszláv védelmi miniszter, Veljko Kadijević JNA tábornok aláírta a genfi megállapodást.

## Következmények
A ZNG gyorsan elfoglalta a JNA elszigetelt létesítményeit, raktárait és számos fontosabb állást, és nagy mennyiségű fegyvert foglalt le, köztük a JNA 32. (Varasdi) hadtestének teljes készletét és szinte az összes fegyvert, amelyet korábban a horvát területvédelemtől elkoboztak. A JNA elvesztette az irányítást nyolc dandár (köztük egy páncélos dandár, két gépesített dandár és három tüzérezred) felett, a JNA ötödik katonai körzetében és a katonai-tengerészeti körzetben pedig további erők maradtak elszigetelve a blokád miatt. A laktanyacsata jelentőségét megerősítette az Egyesült Nemzetek Szervezete (ENSZ) fegyverembargójának szeptember 25-i bevezetése. A laktanyacsata a ZNG/HV hadrafogható képességének nagymértékű növekedését eredményezte – lehetővé téve a meglévő egységeinek teljes felfegyverzését, további 40–42 dandár felállítását, valamint 200 000 katona és 40 000 rendőr felállítását az év végéig. A csatákban a ZNG/HV 250 harckocsit, 400-500 nehéztüzérségi eszközt, 180 000 kézi lőfegyvert és 2 millió tonna lőszert zsákmányolt. Ezenkívül 3000 tiszt hagyta el a JNA-t és csatlakozott a HV-hez.
Bár az érintett csapatok létszámáról vagy az áldozatok számáról egyik oldalon sincs adat, a JNA horvátországi helyőrségei létszámban akkoriban jelentősen alulmaradtak. Az 1980-as években kidolgozott JNA hadrend csak egy maroknyi zászlóaljat határozott meg teljes harckészültségben Horvátországban. Ezek a zágrábi 140. gépesített dandár, a dugo seloi 31. páncélosdandár, az eszéki 12. „Proleter” gépesített dandár, šibeniki 11. tengerészgyalogos dandár és a pólai 139. tengerészgyalogos dandár elemei voltak. 1990-ben az „A” besorolást – amely 60–100%-os feltöltöttséget jelent –  a jasztrebarszkai 4. páncélos dandár, a 622. petrinyai gépesített dandár egy zászlóalja, a 13. fiumei „Proleter” gépesített dandár, valamint a Belovárban és Kaproncában állomásozó 265. gépesített dandár érte el. A knini székhelyű 221. gépesített dandárt „A” osztályú páncélos és gépesített zászlóaljakkal erősítették meg. Emellett 1991 májusában a 622. gépesített dandárhoz egy páncélos zászlóalj, a vinkovci és vukovári JNA helyőrséghez pedig egy-egy gépesített zászlóalj került. A horvát erők hasonlóképpen voltak felkészülve a blokád fenntartására és a JNA és a horvátországi szerb milíciák ellen másutt elfoglalt pozíciók megtartására. A magukat megadó JNA csapatokat vagy Szerbiába szállították, vagy másutt elfogott hadifoglyokra cserélték, vagy civil ruhát adtak nekik és szabadon engedték őket.
Špegelj 1991-ben és évekkel később is bírálta Tuđman azon döntését, hogy figyelmen kívül hagyta azt a tanácsát, hogy szeptembernél korábban támadja meg a JNA laktanyáit – különösen az 1991. június–júliusi szlovéniai tíznapos háború idején. Špegelj azt mondta, hogy egy korábbi lépés, amely megelőzi a stratégiai helyzet romlását Horvátországban, a legjobban szolgálná a horvát védelmi szükségleteket. Továbbá azt mondta, hogy a JNA nem tud hathatósan reagálni, mert két hónapra lesz szüksége a szükséges erők mozgósításához, és a JNA elleni döntő győzelem minden előfeltétele teljesült. Tus úgy gondolta, hogy Tuđman folyamatosan halogatta a blokádot a nemzetközi közösség által a JNA-val való konfrontáció ellen gyakorolt nyomás miatt. Zdravko Tomac, a horvátországi nemzeti egységkormány akkori miniszterelnök-helyettese, majd egy ellenzéki vezető kijelentette, hogy míg Špegelj álláspontja katonailag helyes volt, Tuđman pozíciója politikailag jobb. Kadijević ezzel szemben azt mondta, hogy a JNA jobban járt volna, ha a horvát erők korábban szembeszálltak volna vele, mert a JNA képességei 1991 nyarán hanyatlottak.

## A Vance-terv
A JNA horvátországi bevetése így holtpontra jutott, ami arra késztette a harcoló feleket, hogy elfogadják a Vance-tervként ismert, nemzetközileg felügyelt tűzszünetet A terv az Egyesült Nemzetek Szervezete főtitkárának különmegbízottja, Cyrus Vance volt amerikai külügyminiszter diplomáciai missziójának eredményeként jött létre, és végrehajtását Herbert Okun amerikai diplomata és az ENSZ különleges politikai ügyekért felelős főtitkár-helyettese, Marrack Goulding segített érvényre juttatni Jugoszláviában annak érdekében, hogy biztosítsák a horvátországi ellenségeskedések tárgyalásos befejezését. A terv tűzszünetet, az ENSZ védett területeiként kijelölt területeken a civilek védelmét, valamint az ENSZ haderő horvátországi telepítését javasolta. A Vance-terv előirányozta a JNA laktanyák horvát blokádjának megszüntetését, a JNA teljes állományának és felszerelésének Horvátországból történő kivonását, a tűzszünet végrehajtását és a humanitárius segélyek célba juttatásának megkönnyítését. A megállapodás részesei megállapodtak abban is, hogy az ENSZ békefenntartó misszióját Horvátországba telepítik, amelyet később, az Egyesült Nemzetek Biztonsági Tanácsának november 27-i 721. határozata megerősített, de szervezeti problémák és az utolsó tűzszüneti megállapodás megszegése következtében az ENSZ békefenntartói csak 1992. március 8-án kezdték meg akciójukat.

## A Jugoszláv Néphadsereg kivonulása
A JNA a genfi egyezményt követően folytatta az evakuálást. A fennmaradó hét fiumei JNA létesítményt novemberben, míg az utolsó fiumei laktanyát Trsatban december 10-én evakuálták. Šibenikben a JNA november 25. és december 24. között ürített ki két laktanyát és négy fegyverraktárt, az elkobzott horvát területvédelmi fegyvereket december 10-én átadta a HV-nek, de a fegyverek, ahogyan azt a žtinići megállapodás előírta az ECMM felügyelete mellett december 25-ig zárt raktárban maradtak. A kiürítés nagy része vasúton történt Knin keresztül, a haderő egy részét pedig tengeren szállították Montenegróba. A kiürítési megállapodás – akárcsak a zárai evakuálás esetében – előírta a kivont egységek eltávolítását horvát földről, de a JNA csak részben teljesítette ezt a kritériumot. A JNA Trogir melletti „Divulje” támaszpontjáról, miután Rudolf és Mladenić kiegészítő megállapodást írt alá, amely szabályozta a horvát területvédelem elkobzott fegyvereinek átadását a HV-nek és a spliti Lora haditengerészeti támaszpont kiürítését december 4-én kezdődött meg a tengeri evakuálás.
Az evakuálást ismételten leállították, amikor megállapították, hogy a területvédelem néhány fegyvere hiányzik a JNA spliti létesítményeiből. A kérdést Rašeta és Agotić december 18-iki megállapodása oldotta meg, amely kikötötte, hogy a JNA saját készleteiből biztosítja a HV-nek a hiányzó fegyvereket, mire folytatódott a kiürítés. Mivel a JNA nem rendelkezett elegendő fegyverrel e kritérium teljesítéséhez Splitben, a jugoszláv haditengerészet hajója 1992. január 1-jén 250 tonna fegyvert és lőszert szállított a montenegrói Kumborból Splitbe. Az utolsó JNA erők január 4-én hagyták el Split területét.
A JNA Horvátországban máshol is kiürítette létesítményeit. A zágrábi Tito marsal és Kerestinec laktanyából való kivonás november 30-án kezdődött, és 1991 végére fejeződött be. A JNA és a Jugoszláv Haditengerészet, átadva a horvát területvédelem fegyvereit a HV-nek, december 15-én evakuálta az Isztriát. Az Isztria területén átadott fegyverek mennyisége – ahol a JNA 78 létesítményt evakuált – két harci dandár felfegyverzésére volt elegendő. 1991 decemberében csak kisebb összecsapások történtek a még HV blokád alatt álló JNA létesítmények körül, köztük egy kisebb, sikertelen HV támadás a károlyvárosi Mekušje laktanya ellen. Annak ellenére, hogy a genfi egyezmény megkövetelte a JNA személyi állományának és felszerelésének azonnali visszavonását, a JNA még hét-nyolc hónapig maradt a horvát területeken. Amikor csapatai végül kivonultak Horvátországból, felszerelésének nagy részét a december 19-én a JNA által ellenőrzött horvátországi területeken létrehozott Krajinai Szerb Köztársaságnak adta át. A JNA és a Jugoszláv Haditengerészet Vis és Lastovo szigetén 1992. június elejéig tartotta meg ottani bázisait, mielőtt egyoldalúan kivonult volna. A JNA Dubrovnik közelében egészen júliusig tartotta pozícióját, míg a város tengeri blokádját 1992. május 26-án oldották fel.

## A háborús bűnösök felelősségre vonása
A horvát hatóságok a belovári rendőrség műveleti osztályának helyettes vezetőjét és a különleges rendőri erők három tagját vádolták meg öt JNA fogoly halálával és egy civilnek a belovári laktanya átadását követően történt lelövésével. 12 évig folyó bírósági eljárás után, miután a horvát legfelsőbb bíróság kétszer is perújítást rendelt el végül felmentették őket. A belovári krízisközpont vezetőjét 2012-ben háborús bűnökkel is megvádolták, de 2013-ban még folyamatban volt a tárgyalása. Horvátország számos JNA-tiszt ellen is vádat emelt, akik a blokád alatt álló helyőrségekben töltöttek be tisztséget. Eszéken a JNA 13 tisztjét polgári lakosság elleni háborús bűnökkel, köztük 307 ember halálával és 171 személy súlyos sérülésével vádolták, de 2013-ig közülük senkit sem tartóztattak le.
Háborús bűnök miatt emeltek vádat a 32. (Varasdi) hadtest JNA parancsnoka, Vladimir Trifunović tábornok ellen. Horvátország hat személy halálával és további 37 megsebesítésével vádolta meg. A távollétében lefolytatott tárgyalás során bűnösnek találták, és 1991-ben 15 év börtönbüntetésre ítélték. Három évvel később, 1994-ben Trifunovićot Jugoszláviában árulással vádolták meg és 11 év börtönbüntetésre ítélték, mivel a teljes JNA-hadtestet átadta a ZNG-nek. 1996 elején kegyelmet kapott és szabadon engedték, a jugoszláv hatóságok pedig 62 000 euró kártérítést fizettek neki, amiért csaknem két évet börtönben töltött. 2013-ban Trifunović hivatalosan perújítást kért Horvátországban. 2017 januárjában halt meg Belgrádban.

## Fordítás
Ez a szócikk részben vagy egészben  a   Battle of the Barracks című angol Wikipédia-szócikk ezen változatának fordításán alapul.  Az eredeti cikk szerkesztőit annak laptörténete sorolja fel. Ez a jelzés csupán a megfogalmazás eredetét és a szerzői jogokat jelzi, nem szolgál a cikkben szereplő információk forrásmegjelöléseként.